# Магнітне динамо
Магнітне динамо — механізм генерування магнітного поля в провідній рідині при її обертанні й конвекції в ній, що дає якісне пояснення існуванню магнітного поля планет, зір і галактик, зокрема Землі та Сонця.
Творцем теорії магнітного динамо був Волтер Моріс Елсассер. Хоча теорія магнітного динамо мала успіхи в поясненні зміни магнітних полюсів Землі, її чіткого математичного формулювання на початок 21 століття не існує.
Теорія магнітного динамо пояснює магнітне поле Землі електричними струмами в зовнішньому шарі її ядра, а магнітне поле Сонця — струмами в плазмі поблизу тахоклину. Для того, щоб такі струми не згасали з часом, необхідно, щоб вони підтримувалися генерацією за рахунок руху в створеному ними магнітному полі. Для цього необхідно, щоб рідина або газ здійснювали конвективний рух завдяки потокам тепла від центру небесного тіла на поверхню. Джерелами тепла можуть бути стискання ядра за рахунок виділення з нього легких елементів, таких як Сульфур, Оксиген та Силіцій, прихована теплота кристалізації внутрішнього ядра та радіоактивність таких елементів як Калій, Уран і Торій.
Для опису такого процесу потрібне тривимірне моделювання узгодженої системи рівнянь електродинаміки, Нав'є — Стокса та теплопровідності.

## Кінематичні моделі
Найскладнішим для моделювання є конвенційний рух, опис якого потребує розв'язання нелінійного рівняння Нав'є—Стокса. Тому спрощені кінематичні моделі задають конвекційні потоки, тобто конфігурації полів швидкостей. Такі моделі ставлять перед собою задачу визначення при якій конфігурації потоків та якому магнітному числі Рейнольдса, магнітне поле буде наростати.
1934 року Томас Коулінг показав, що магнітне динамо не може утворюватися при осьовій симетрії струмів та магнітного поля, що називають теоремою антидинамо. З цієї теореми випливає необхідність конвекційних потоків складнішої структури.
У реальних умовах такі потоки можливі в системах із несиметричною турбулентністю (в якій переважають або право-, або лівогвинтові рухи), а також у разі диференціального обертання (коли кутова швидкість на різних широтах відрізняється, що теж призводить до певної несиметричності правих і лівих вихрових рухів).